# 笹川吉晴
笹川 吉晴（ささがわ よしはる、1969年 - ）は、日本の文芸評論家。東京都新宿生まれ。東京都立狛江高等学校を卒業後、専修大学文学部に進み、同大学院文学研究科修士課程修了、博士後期課程単位取得退学。

## 解説
評論家デビューの契機となったのは、専修大学の先輩にあたる文芸評論家の縄田一男が、卒業論文として提出された「＜人間性＞の否定」（作家友成純一論）を読んで「随分変わった学生がいる」と注目したことによる。また、大学時代のゼミ同期生には作家・フリー編集者の日下三蔵がいる。
専門分野は現代日本文学で、中でもクトゥルフ神話系作品をはじめとするホラー系文学作品の評論において第一人者であるが、それだけに止まらず、マニアックなものから一般的なものまでの映像作品や格闘技文化などへの造詣も深い。興味対象は、ホラー以外に、時代小説、プロレス、サイエンス・フィクション、ミステリーなど幅広い分野に及ぶ。これまで多数手掛けている文庫解説の仕事が、現在までの評論活動のメインになるが、いずれもそれぞれの作品の背景となる社会や文化に深く鋭く突っ込んだ叙述が特色であり、また、弱者、暴力、恐怖といったものへの独特の共感を含んだ視点も特徴的である。
日本推理作家協会・探偵小説研究会会員、本格ミステリ作家クラブの元会員。国書文芸カレッジ（国書刊行会主催のカルチャースクール）講師。北海道新聞、『S-Fマガジン』、『週刊アスキー』にて書評を連載。

## 著作

### 評論
- 「邪神崇拝者の肖像」：『秘神―闇の祝祭者たち』収録（編集：朝松健、アスキー、アスペクトノベルズ、1999年、ISBN 978-4-7572-0373-0）
- 「吸血鬼小説総進撃 Dの眷属たち」：『吸血鬼ハンターD読本』収録（編集：朝日ソノラマ編集部、朝日ソノラマ、2001年、ISBN 978-4-2570-3546-6）
- 「ゼラチンコミック――伝奇仕掛けの粘液」：『S-Fマガジン』2001年4月号掲載（早川書房）[4]
- 「作家論 北野勇作天国の話」：『S-Fマガジン』2002年6月号掲載（早川書房）[5]
- 「最新事情 （国内篇） 今、怪奇幻想に出来ること」：『ミステリマガジン』2014年8月号掲載（早川書房）[6][7]

### 文庫解説 / 書籍解説
「※○○版」に関しては、他社・他レーベルから刊行された文庫版・判型違いの書籍・旧版新版などが存在する場合であり、笹川による解説は該当の版のみである。
- 『木枯し紋次郎 同じく人殺し』著者：笹沢左保（新潮社、1996年刊行、四六判単行本）
- 『エクソシスト』著者：ウィリアム・ピーター・ブラッティ（※創元推理文庫版、1999年刊行）
- 『繭』著者：トリシュ・ジェーンシュッツ・マクレガー（創元推理文庫、1999年刊行）
- 『戦国自衛隊』著者：半村良（※ハルキ文庫版、2000年刊行）[8]
- 『成吉思汗の秘密』著者：高木彬光（※ハルキ文庫版、2000年刊行）
- 『誰もわたしを倒せない』著者：伯方雪日（※ミステリ・フロンティア版、2004年刊行、四六判単行本）[9]
- 『ヴァンパイヤー戦争』著者：笠井潔（※講談社文庫版、全11巻、2004年 - 2005年刊行）
- 『ザ・ベストミステリーズ2005』編集：日本推理作家協会（2005年刊行、四六判単行本）[10]
- 『ザ・ベストミステリーズ2006』編集：日本推理作家協会（2006年刊行、四六判単行本）[11]
- 『地を穿つ魔』著者：ブライアン・ラムレイ（創元推理文庫、2006年刊行）[12]
- 『狂い咲く薔薇を君に 牧場智久の雑役』著者：竹本健治（※光文社文庫版、2009年刊行）[13]
- 『ベトナム秘密指令』著者：大藪春彦（※徳間文庫、※新装版、2011年刊行）[14]